# República polaco-lituana-rutena
A República polaco-lituana-rutena (em polonês/polaco:  Rzeczpospolita Trojga Narodów, República das Três Nações). A criação de um Principado da Rutênia foi considerado por várias vezes, particularmente durante a revolta cossaca de 1648 contra o governo polonês na Ucrânia. Tal principado ruteno, da forma como foi proposto pelo Tratado de Hadiach, em 1658, seria um membro da República das Duas Nações, que se tornaria então uma tripartite República polaco-lituana-rutena. O Plano foi implemento somente no ano de 1658, mas devido a Revolta de Khmelnitskyi, o Dilúvio Polonês e as reclamações de magnatas poloneses, o plano chegou no seu fim.